# Giacomo Santini
Giacomo Santini (ur. 10 stycznia 1941 w Bolonii) – włoski dziennikarz sportowy i polityk. Poseł do Parlamentu Europejskiego IV i V kadencji, od 2006 do 2013 senator.

## Życiorys
Ukończył studia w zakresie nauk politycznych, został następnie profesjonalnym dziennikarzem. Od 1966 był zatrudniony w redakcji sportowej RAI. Relacjonował przede wszystkim zawody kolarskie, a także m.in. 5 letnich i 3 zimowe igrzyska olimpijskie.
W 1994 zaangażował się w działalność Forza Italia, partii założonej przez Silvia Berlusconiego. Z ugrupowaniem tym przystąpił do Ludu Wolności.
Od 1994 do 1999 i od 2001 do 2004 był posłem do Parlamentu Europejskiego. Należał m.in. do grupy chadeckiej, od 2002 pełnił funkcję wiceprzewodniczącego Komisji Wolności i Praw Obywatelskich, Sprawiedliwości i Spraw Wewnętrznych. W 2006 i 2008 był wybierany do Senatu XV i XVI kadencji, mandat wykonywał do 2013.